# Dinde plumée
La Dinde plumée est une nature morte peinte à l'huile de Francisco de Goya entre 1810 et 1823 et conservée à la Neue Pinakothek de Munich (Allemagne). 
Elle représente une dinde morte et plumés, une poêle et du poisson. La dinde est représentée brutalement, sans idéalisation.